# Let L-410 Turbolet
Let L-410 Turbolet es un avión bimotor de ala alta, corto alcance y usado para vuelos nacionales cortos de pasajeros y de carga, fabricado por la compañía Let Kunovice, posteriormente, Aircraft Industries, en la República Checa y desde el 2013 forma parte de la compañía Fábrica de Aviación Civil de los Urales (UZGA) de Rusia. El primer prototipo realizó su primer vuelo el 16 de abril de 1969 y fue un modelo muy popular en la Unión Soviética (URSS).
Destaca por su capacidad de operar en pistas difíciles, de entre 400 y 300 metros incluso sin pavimentar, y en condiciones de clima extremo –temperaturas entre -50 y 50 grados Celsius– utilizado para aerolíneas regionales transportando hasta 19 pasajeros. Con diferentes versiones producidas, se utiliza en más de sesenta países, se han vendido más de 1200 unidades, actualmente una gran parte de ellos operan en Rusia y otros países de la Comunidad de Estados Independientes (CEI), también es habitual en algunos países de África, Asia o América del Sur.
Debido a su éxito, hay decenas de versiones del L-410, sin embargo el modelo de avión tiene ocho grandes familias en función de los datos recogidos en la certificación de los aviones en la Agencia Europea de Seguridad Aérea (EASA) o por la Autoridad de Aviación Civil Checa (CAA) en la actualidad. El primer modelo construido en serie fue el L-410A con un motor estadounidense y reemplazado por la familia L-410M con motores checos a mediados de los años setenta. Una actualización importante al final de la década fue L-410UVP para la aerolínea soviética Aeroflot. El L-410UVP-E mejoró la capacidad de transporte y rango de la anterior versión a mediados de los años ochenta, con diferentes versiones derivadas incluidas algunas certificadas por primera vez para las agencias occidentales. El L-420 se diseñó a mediados de los años noventa pero nunca llegó a producirse en serie. La producción actual son básicamente derivados del modelo L-410UVP E-20B.
En 2008 el fabricante original de la República Checa, LET Kunovice, después de pasar varios años con problemas económicos, perdió el 51 % de la propiedad y pasó a manos de la compañía rusa Empresa Minera y Metalúrgica de los Urales (UGMK). En 2013 se completó comprando el 100 % de la empresa con la intención de pasar parte de la producción a Rusia. En 2016, la empresa rusa UZGA presenta el primer modelo modernizado L-410 UVP E-20 construido en sus instalaciones de la ciudad de Ekaterimburgo equipado con el motor General Electric H85-200 BC04 con hélices Avia AV-725. La nueva propietaria esta diseñando la sustitución de los motores y aviónica por componentes de producción rusa. 

## Historia y desarrollo

### L-410: la primera versión
En 1936 en la ciudad de Kunovice, se fundó la empresa AVIA, como parte del grupo industrial Škoda para realizar trabajos de reparación de aeronaves. Tras la Segunda Guerra Mundial, el país se convirtió en un estado socialista alineado con la URSS y la factoría fue nacionalizada. En 1951 cambió su nombre por LET y comenzó a construir bajo licencia el avión de entrenamiento Yakovlev Yak-11 en 1953 con el nombre de Let C-11, y en 1957 su primer diseño, el avión Let L-200 Morava. 
El diseño del Let L-410 Turbolet comienza en 1966 y el primer prototipo, inicialmente designado con el nombre experimental XL-410, recibió la matrícula OK-YKE. Su vuelo inaugural fue el 16 de abril de 1969. Aunque inicialmente estaba previsto utilizar un motor de fabricación nacional, aún no estaba desarrollado y para no parar el desarrollo del avión se decidió utilizar dos motores turbohélices estadounidenses Pratt & Whitney Canada PT6A-27 de 680 CV con dos hélices tripala Hamilton 23LF-343 de 2,6 metros de diámetro. Después de cuatro prototipos XL-410, la compañía soluciono los problemas más importantes y los presentó con la denominación oficial L-410 construyendo dos unidades más, contando con seis unidades en total.
Un detalle interesante, visto por primera vez en los dos prototipos finales, era el sistema de deshielo del avión cuando estaba sometido a una fuerte acumulación de hielo en vuelo. El fabricante optó por prescindir de las botas neumáticas usadas habitualmente en otros aviones. Estas están colocadas en el borde de ataque de las alas y del plano de cola, y al hincharse por aire pueden romper la capa de hielo acumulado, disminuyendo su presencia y así evitar la entrada en pérdida del avión por no contar con suficiente sustentación debido al hielo acumulado. Como alternativa, utiliza un sistema de fluidos llamado TKS donde un líquido anticongelante –basado en el etilenglicol– fluye a través de poros muy pequeños en los bordes de ataque del ala y del plano de cola, de esta forma evita de forma más efectiva la acumulación de hielo. Sin embargo, al depender de cuanto líquido dispone la aeronave en vez de utilizar aire, la exposición a condiciones engelantes era inferior a una hora de vuelo.

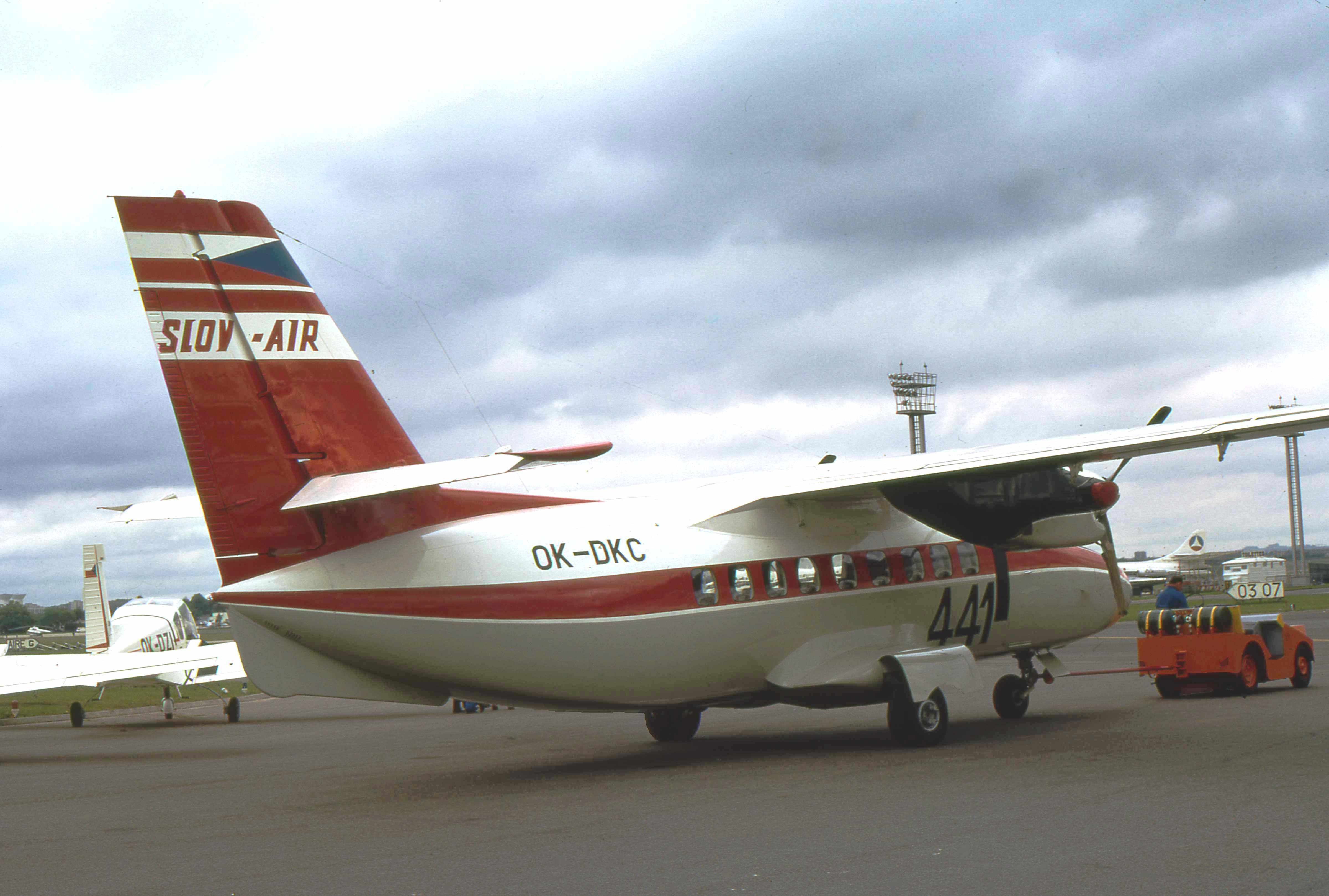
Foto de atrás de un avión L-410A de la compañía Slov Air expuesto en el Salón Internacional de la Aeronáutica y el Espacio de París-Le Bourget de 1973.

### L-410A: la primera versión construida en serie
En 1972 esta primera serie anterior de seis aviones, se actualizó a la versión A, llamada L-410A, la diferencia principal era el uso de la hélice también tripala y de mismo diámetro que el modelo de Hamilton, la hélice Hartzell HC-B3TN-3D. Hasta 25 unidades se sumaron a esta serie hasta 1974, de los cuales una parte se destinaron para dar servicio a la aerolínea checoslovaca de Slov-Air y cinco unidades para prestar servicio en la Unión Soviética. Estas unidades contaban con los mismos motores que los prototipos.
Otras versiones derivadas de esta primera serie fueron:
- L-410AF: una modificación de 1974, contaba con una proa acristalada y la rueda de morro fija, su finalidad era servir como avión de vigilancia aérea en la República Socialista de Hungría.
- L-410AB: estaba equipada con hélices de cuatro palas Hartzell HC-B4TN-3 o la versión L-410AS, diez aviones construidos para el mercado soviético, con equipos de radio y navegación modificados para funcionar en la URSS.

### L-410M: la versión con motor y hélices checas
Para 1973 el fabricante ya podía contar con el motor de fabricación checa Walter M601A con una potencia de 740 CV junto a hélices tripalas checas V508 del fabricante AVIA con 2,5 de diámetro, tal como había previsto desde el diseño inicial. De tal forma se sustituyó el motor estadounidense de menor potencia y su hélice, sin embargo esto no significó una mejora evidente de su techo de altura hasta donde podía llegar de 6000 metros (19 700 pies) ni un aumento en su velocidad de crucero de 350 km/h (189 nudos). También con el cambio de motor se eliminó el sistema antihielo TKS y se volvió al sistema tradicional de botas neumáticas para evitar la limitación de tiempo de vuelo en condiciones engelantes. De esta serie se fabricaron 108 aviones, el primero de los cuales fue entregado en 1976.
Una versión de la misma familia fue la conocida como L-410MA (o también enumerada como L-410MU por ejemplo en Aeroflot), reemplazaba el motor por el M601B de la versión L-410UVP y la hélice V508B.

### L-410UVP: una versión STOL

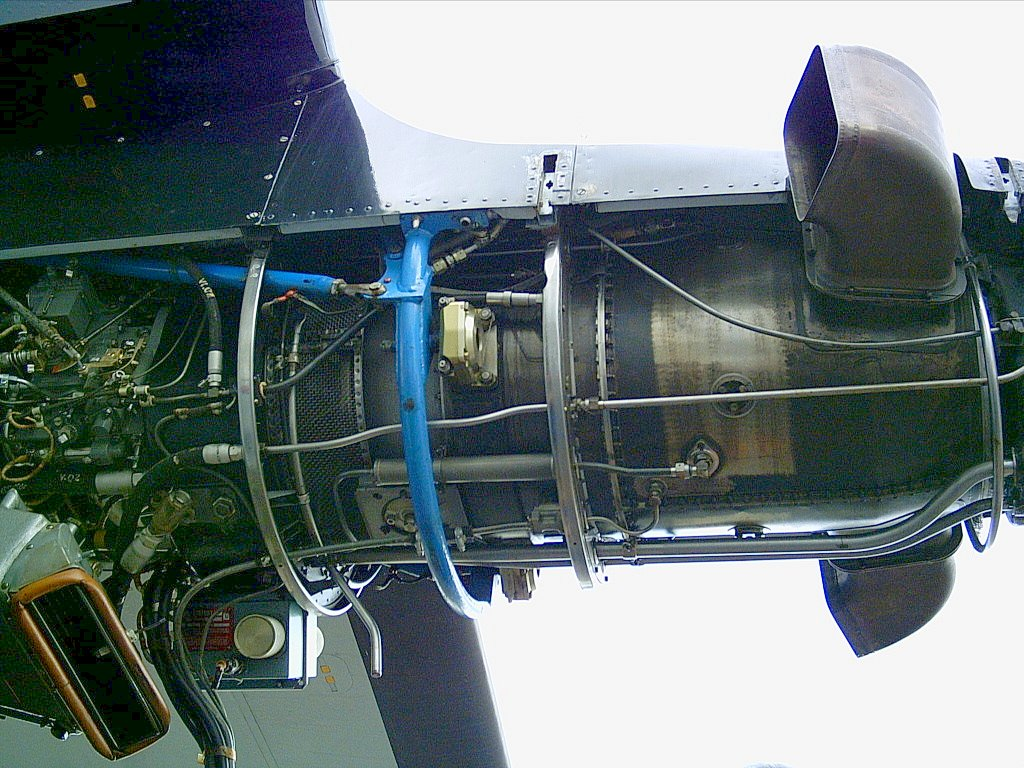
Motor Walter M601 equipado en un Let L-410 UVP.

El principal mercado aeronáutico para el L-410 era la URSS y su principal compañía estatal, Aeroflot, que utilizaba en grandes números el avión soviético el robusto Antonov An-2, como el principal avión de transporte ligero regional. Aeroflot mostraba dudas del modelo L-410 y sus capacidades para operar en pistas de aterrizaje pequeñas y en condiciones duras, es decir características conocidas como STOL. Así pues el fabricante elaboró una nueva versión llamada L-410UVP para ofrecer capacidad STOL completo (UVP es la abreviatura del ruso: Ukorochennovo Vzlyota i Posadki, «despegue y aterrizaje mejorados»). Su primer vuelo fue el 1 de noviembre de 1977.
El tamaño es algo mayor, el fuselaje creció 0,8 metros para tener el avión un total de 14,17 metros de longitud, y aún más importante, 2 metros de mayor envergadura de un total de 19,48 metros de punta a punta de plano. Junto a unos deflectores o spoilers, para mejorar la sustentación a cortas velocidades en el aterrizaje, y un aumento del estabilizador horizontal, todo ello daba al L-410UVP capacidades de poder funcionar en pequeños aeropuertos con pistas pequeñas con seguridad. 
Sin embargo, todas estas modificaciones también habían dado lugar a un aumento significativo del peso del avión y ocasionaba poder transportar menos peso en vuelo a pesar de que tenía un tamaño en cabina mayor que la versión anterior. Por ejemplo, de 19 pasajeros solo se podía transportar a un máximo de 15, a un techo de altura máximo de 4250 metros (14000 pies). También ayudaba a este problema el motor modificado para esta versión, el M601B, con 80 CV menos. Para resolver este inconveniente se modificó el motor y la hélice con el M601D y la hélice Avia V508D para dar 35 CV más. También se realizaron unas modificaciones estructurales que conjuntamente permitieron así poder aumentar su máxima carga al despegue de 5500 kilogramos a 5800 con el motor M601B y hasta 6000 kilogramos con el M601D.
Otras versiones derivadas de esta familia fueron:
- L-410FG, siete aviones derivados de la familia L-410AF pero basados en los primeros modelos UVP.
- L-410T era una versión modificada de la UVP, con una puerta de carga más amplia y una cabina modificada para permitir el uso de carga estandarizada como palés.

Después de fabricarse 485 unidades, la producción de esta serie finalizó en 1985, siendo sustituida en las líneas de producción por una versión mejorada, la L-410UVP-E.

### L-410UVP-E: más capacidad, más alcance

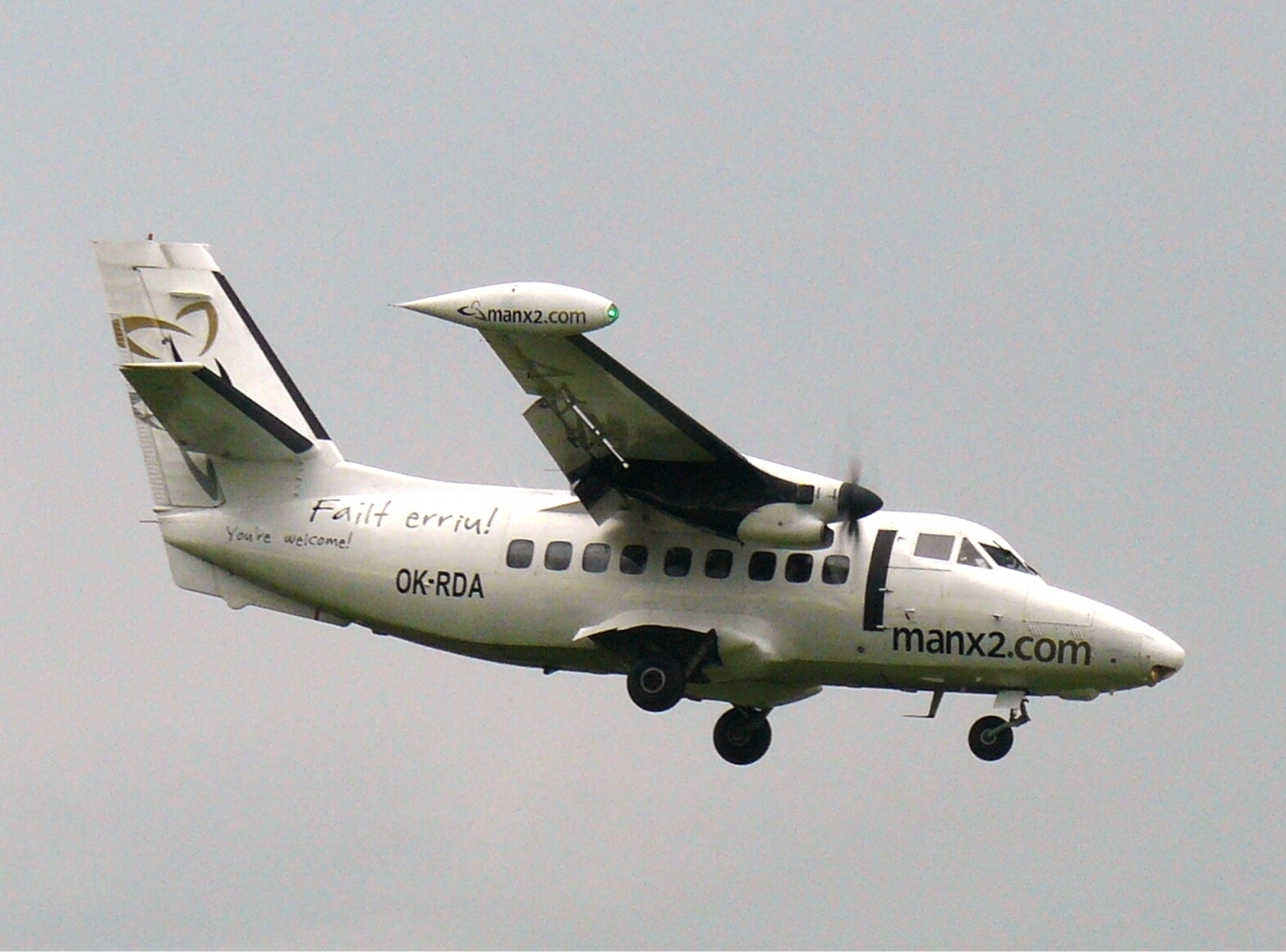
Imagen de un Let L-410UVP-E, donde se pueden ver los depósitos adicionales de combustible en los extremos de las alas, y las hélices de cinco palas.

Para solucionar el problema de la disminución del peso útil que se podía transportar con la versión UVP a diferencia de la versión anterior, en 1986 se presentó la serie UVP-E (E de ekonomicheskiy, es decir, «económica»). Equipado el avión con un nuevo motor M601E de 760 CV o el E-21 (esta versión para climas cálidos), y una hélice AVIA V510 por primera vez con cinco palas, con un diámetro de 2,3 metros y un sistema autómatico de autoabanderamiento de las palas (conocido habitualmente como autofeather) para evitar el freno aerodinámico de una hélice en caso de un problema técnico durante el despegue o ascenso. Aunque las velocidades de crucero se mantuvieron iguales que en las versiones M y UVP, el nuevo avión podría presumir de pesos máximos significativamente más altos, con un MTOM de 6400 kilogramos y una masa máxima de aterrizaje de 6200 kilogramos. También recuperaba su capacidad de transporte de 19 pasajeros (en parte al reconfigurar la cabina). Esta versión también permitía aumentar el alcance del avión al poder utilizar tanques de combustible adicionales integrados en los extremos de las alas, agregando 315 kilogramos de combustible más a su capacidad interna básica de 1000 kilogramos. Además, la aviónica modernizada para mejorar el uso de ayudas de navegación terrestres, y una nueva limitación operacional para volar con una temperatura mínima para el vuelo en condiciones engelantes bajas y moderadas de hasta -20 grados centígrados. Esto último posiblemente debido a un problema en el diseño del intercambiador de aceite-combustible del motor que limitaba por sobrecalentamiento la temperatura engelante para operar el avión.
Los modelos derivados de esta familia fueron más numerosas que las versiones anteriores, como las versiones:
- L-410UVP-E1: dos aviones modificados para uso de transporte y reconocimiento aéreo para Bulgaria,
- L-410UVP-E2: una versión modificada para la vigilancia marítima en Polonia,
- L-410UVP-E3: una versión optimizada para lanzamiento paracaidista.
- L-410UVP-E4
- L-410UVP-E6: versión para calibración de ayudas de navegación aérea
- L-410UVP-E-S: versión para transporte de personalidades importantes (VIP)
- L-410UVP-E8

### L-410UVP-E9
En 1988 el fabricante presentó una nueva actualización de la línea UVP. Generalmente idéntica a la versión E básica, la E9 solo destacaba por aumentar el peso máximo al despegue y al aterrizaje, a 6600 y 6400 kilogramos respectivamente. En esta familia las versiones L-410UVP-E9A, E9D, E13, E14, E15, E16, E17 y E19, son muy similares con muy leves cambios a la E9 original.

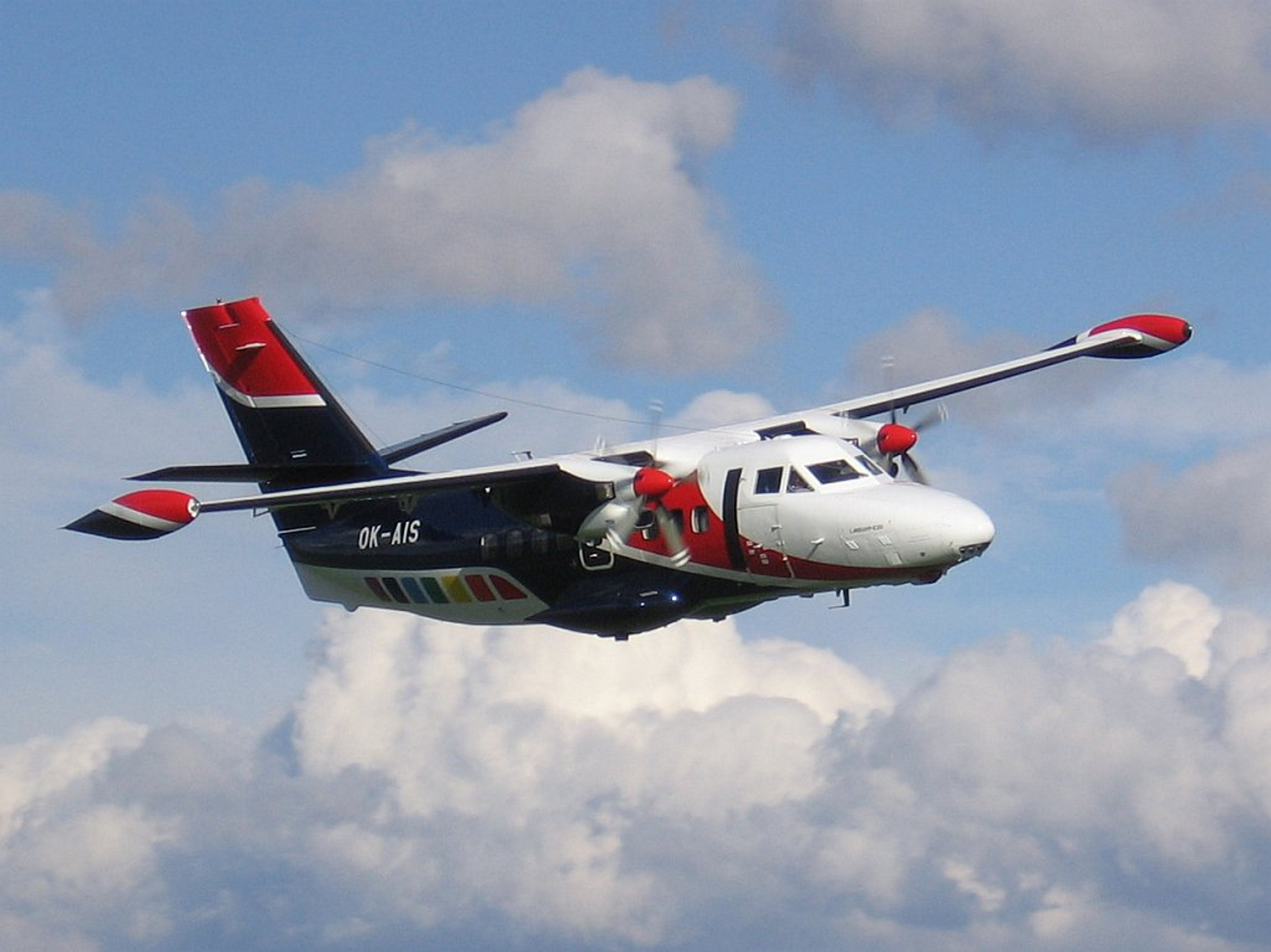
L410 UVP-E20

### L-410UVP-E20: la primera versión internacional
En 1990 un nuevo diseño del avión, la versión L-410UVP-E20 o simplemente E20, redujo el fuselaje en 40 centímetros, y se restauró la capacidad anterior de operar continuamente en condiciones de hielo. Y por primera vez, la versión E20 estaba completamente certificado según las regulaciones de la Administración Federal de Aviación (FAA) en el normativa FAR parte 23 y el equivalente para parte 23 de la europea EASA. 
Otras versiones de esta familia incluyeron L-410UVP-E20C, E20D, E20G y E27.

### L-420: una versión sin éxito
Introducido en 1988, el L-420 llevó a la confusión porque en ocasiones se etiquetaba como un E20, sin embargo el modelo era otra actualización destinada para su exportación y certificación para su venta en Estados Unidos. Contaba con motor deportivo M601F de 790 CV y una hélice V510, ofreciendo una velocidad de 375 km/h (202 nudos) y un techo de 6100 metros (19700 pies). Debido a su certificación el diseño tenía cambios en la electrónica del motor, se añadía una puerta para el pasajero en el lado derecho del fuselaje (idéntica a la del lado izquierdo ya existente), entre otros cambios. Sin embargo, el modelo no tuvo éxito y solo se fabricó un avión, aunque también se hicieron pruebas en otros aviones del modelo E20.

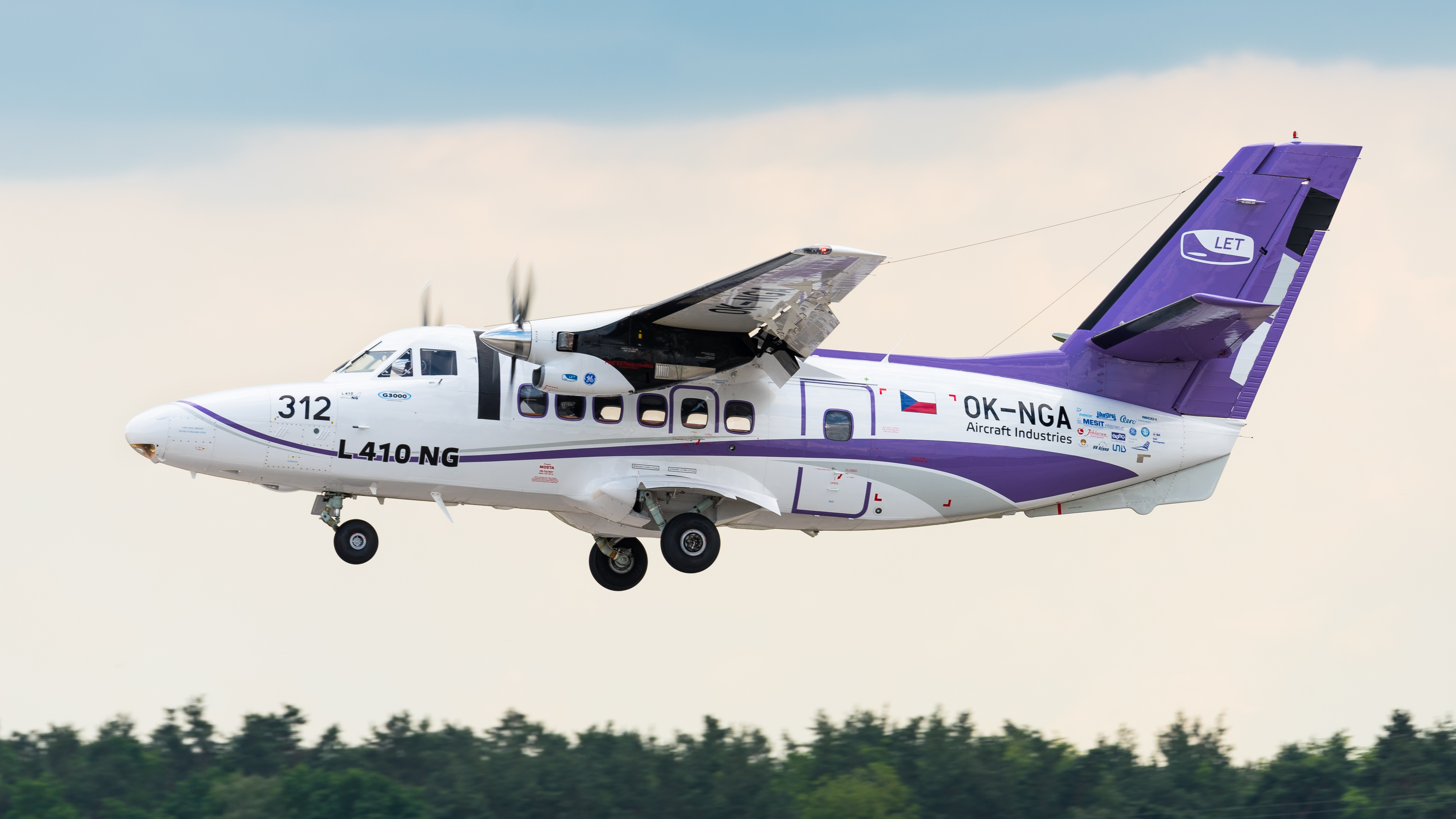
Un avión del fabricante LET modelo L-410NG durante la Exhibición Aeroespacial Internacional (ILA) de Berlín en 2016.

### L-410NG: una nueva generación, ruso-checo
En 2015 voló por primera vez un nuevo modelo, el L-410NG (NG del inglés, New Generation, nueva generación). Esencialmente es un serie E20 actualizado y comercializado principalmente para Rusia y otros países de la CEI. La cabina de pilotaje tiene tres pantallas digitales Garmin G3000, utiliza materiales compuestos en áreas no críticas como las puertas, se aumenta el espacio de carga y dispone de un nuevo motor más potente, un General Electric H80-200 de 850 CV, propulsando unas hélices Avia AV-725 de cinco palas. El motor bajo marca estadounidense esta vez, es en realidad un motor M601 modernizado, tras la compra de la compañía Walter por General Electric. Con el aumento de potencia, la carga al despegue y al aterrizaje aumenta a 7000 y 6600 kilogramos respectivamente, con una velocidad de crucero de 417 km/h (227 nudos). También aumenta su carga de combustible a 2450 frente a los 1300 kilogramos de un modelo E20 anterior, permitiendo un alcance de hasta 2700 frente a los 1520 kilómetros del L-410UVP- E20. La capacidad de carga se duplica y pasa de 1,47 a los 2,98 metros cúbicos y el peso hasta 2200 frente a los 1800 kilogramos de la versión anterior.
Un nuevo modelo evolucionado está siendo construido con un nuevo motor y otros componentes de fabricación rusa con mejores características desde el 2015, como el motor VK-800s de 900 CV con menor peso y consumo.

## Especificaciones (L-410NG)

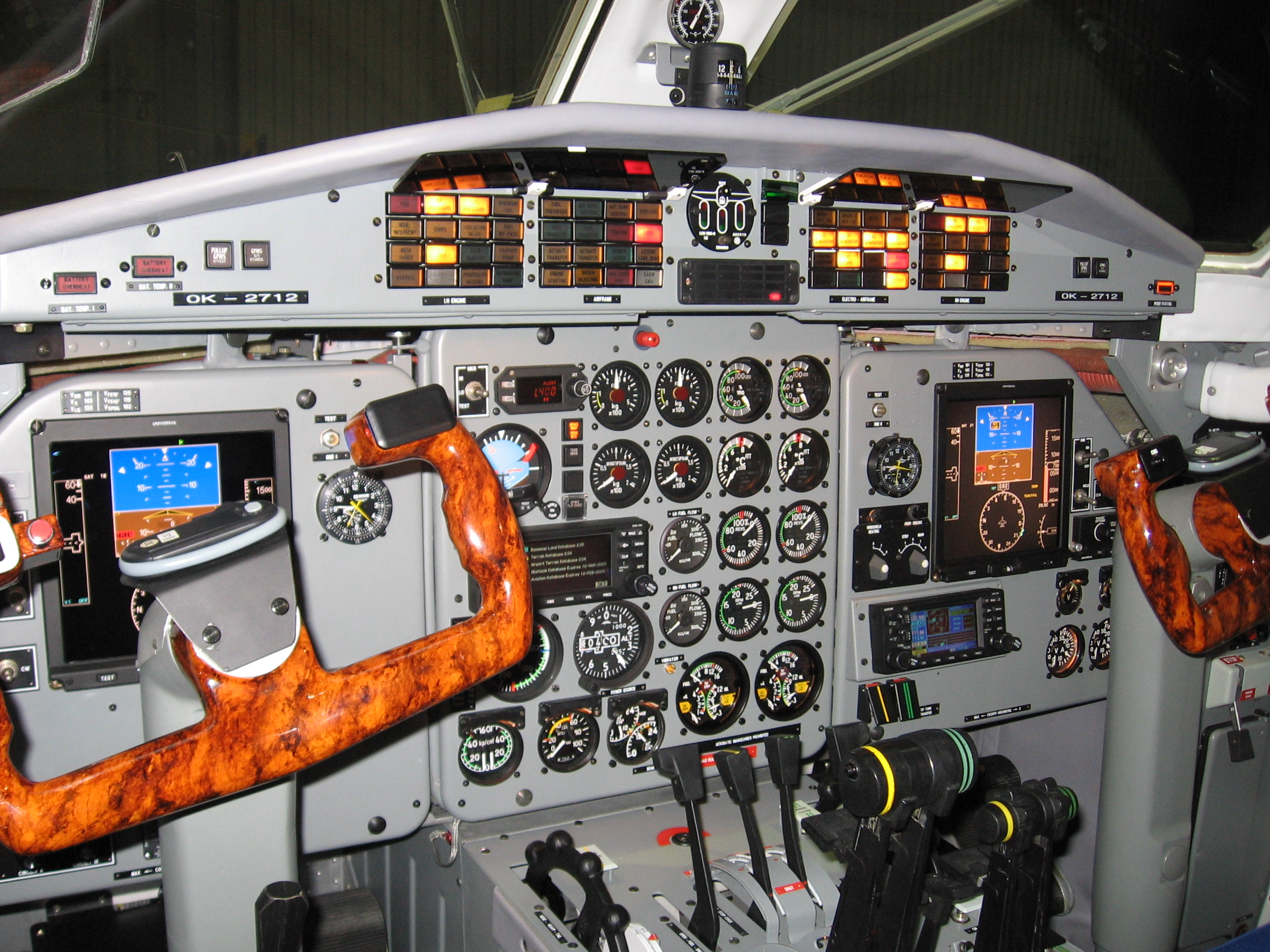
Cabina de un L-410 UVP-E20

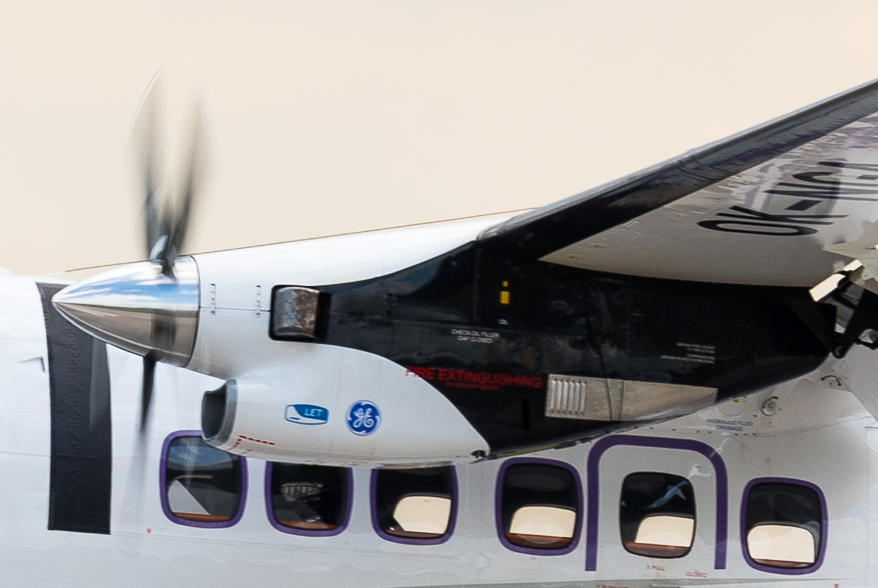
El motor General Electric H80, una evolución del motor checo Walter M601, en un Let L-410NG en 2016.

Referencia datos: Fuente: Let Kunovice

### Características generales
- Tripulación: 2 pilotos
- Capacidad: 19 pasajeros
- Carga: 2200 kg
- Longitud: 15,07 m (49,46 ft)
- Envergadura: 19,47 m (63,9 ft)
- Altura: 5,96 m (29,58 ft)
- Superficie alar: 35,18 m²
- Peso vacío: 6600 kg (14660 lb)
- Peso cargado: 7 000 kg (15432 lb)
- Peso útil: 2300 kg (5060 lb)
- Planta motriz: 2× turbohélice General Electric H85-200.
  - Potencia: 633 kW (850 CV) cada uno.
- Hélices: 2× AV-725 de 5 palas de 1950 RPM por motor.
- Diámetro de la hélice: 2.3 m

### Rendimiento
- Velocidad crucero (Vc): 417 km/h (225 KTAS)
- Alcance: 2 570 km  (1.387 NM)
- Alcance en combate: km
- Techo de vuelo: 6.100 m (20 000 ft); 3.900 m (12.800 ft) con un solo motor máx. 8.230 m (27.000 ft)
- Régimen de ascenso: 8,5 m/s (1.673 fpm); 1,7 m/s (335 fpm) con un solo motor

## Accidentes
El L-410 ha tenido hasta el 2021 un total de 128 accidentes con 478 personas fallecidas. Algunos de sus accidentes:
- El 6 de agosto de 1977, un L-410 se estrelló en el lago Balaton en Hungría y murió uno de los dos tripulantes.[12]
- El 7 de junio de 1995, un L-410 perteneciente al ejército de Letonia participó en una exhibición aérea en la base militar de Lielvarde, durante la cual los pilotos intentaron realizar una maniobra no autorizada. La maniobra se realizó a una altitud inicial demasiado baja (unos 350 metros) y el avión se estrelló a unos 150 metros de los espectadores, matando a los dos pilotos.[13]
- El 10 de septiembre de 2001, un L-410 con 19 personas, incluidos seguidores del equipo de fútbol americano Washington Huskies de la Universidad de Washington, se estrelló contra la jungla en el estado mexicano de Yucatán, matando a todas las personas a bordo.[14]
- El 18 de septiembre de 2011, el Vuelo 870 de Atlantic Airlines en un L-410 se estrelló en las afueras del Aeropuerto Internacional La Aurora, en Guatemala.
- El 2 de marzo de 2003, un L-410 que transportaba a 25 paracaidistas deportivos se estrelló en cerca del aeródromo de Kimry, en Rusia. El avión cayó a gran altura debido al sobrepeso, solo podía transportar un máximo de 12 paracaidistas y llevaba más del doble. Muchos de los paracaidistas sobrevivieron gracias a sus paracaídas.[15]
- El 23 de mayo de 2004, dos aviones L-410 de Blue Bird Aviation chocaron entre sí en vuelo cerca de Mwingi, en Kenia. Uno de los aviones se estrelló contra el suelo, matando a ambos miembros de la tripulación a bordo, mientras que el otro aterrizó de manera segura.[16]
- El 27 de enero de 2005, una aeronave L-410UVP-E de Farnair Hungary estaba llevando a cabo un descenso con asistencia de radar en el aeropuerto de Iași, Rumania, pero cuando la tripulación notificó al control de tráfico aéreo de su posición sobre el aeropuerto y su intención de girar a la derecha hacia la salida, se vio que giraban a la izquierda. Luego, el avión descendió en espiral hasta estrellarse en el aeródromo. Ambos tripulantes a bordo murieron.[17]
- El 26 de marzo de 2005, el accidente del vuelo 9955 de una aeronave L-410 de West Caribbean Airways durante el vuelo 9955 que había despegado del aeropuerto El Embrujo, Isla de Providencia en el Caribe, no pudo ascender al perder potencia y chocó contra colinas cercanas a la pista 01, matando a los 2 tripulantes y 6 de los 12 pasajeros a bordo.
- El 2 de junio de 2005, un L-410 de Transportes Aéreos Guatemaltecos con 17 pasajeros a bordo se estrelló cerca de Zacapa poco después del despegue. La tripulación intentó regresar al aeródromo tras informar de problemas técnicos. Toda la tripulación y los pasajeros sobrevivieron al accidente.[18]
- El 31 de marzo de 2006, un L-410UVP-E20, operado por TAM Linhas Aéreas, tuvo un accidente fatal. El vuelo 6865 de TAM partió de Macaé a las 17:19 en un vuelo programado a Río de Janeiro. Se perdió el contacto y el vuelo se estrelló entre las ciudades de Saquarema y Río Bonito. Las 19 personas a bordo murieron.
- El 24 de septiembre de 2007, un L-410 operado por Free Airlines y propiedad de Karibu Airways se estrelló al aterrizar en el aeropuerto Malemba Nkulu matando a uno e hiriendo a cinco.[19]
- El 8 de octubre de 2007, un L-410UVP-E10A con 15 soldados y 3 tripulantes se estrelló en Cerro Bravo, Colombia.[20]
- El 4 de enero de 2008, un L-410UVP-E operado por Transaven con 12 pasajeros y dos tripulantes se estrelló cerca del archipiélago Los Roques, Venezuela, matando a todos a bordo. La aeronave en sí fue descubierta y recuperada cinco años después del accidente.[21]
- El 25 de agosto de 2010, un L-410 se estrelló con 20 muertos en Bandundu, República Democrática del Congo. El avión intentó aterrizar en dos ocasiones.[22]
- El 14 de febrero de 2011, durante el vuelo 731 de Central American Airways, el L-410UVP E-20 con 12 pasajeros y 2 tripulantes, se estrelló antes de aterrizar en el Aeropuerto Internacional Toncontín. Todos los pasajeros y la tripulación murieron.
- El 14 de febrero de 2011, un L-410 operado por African Air Services Commuter, que volaba en nombre del Programa Mundial de Alimentos en un vuelo de carga en la República Democrática del Congo desde el aeropuerto de Kavumu hasta Lusenge, cerca de Kava, se estrelló poco después de la salida. Ambos tripulantes murieron.[23]
- El 13 de julio de 2011, el vuelo 4896 de Noar Linhas Aéreas, un Let L-410UVP-E20 de Recife a Natal y Mossoró se estrelló poco después del despegue de Recife. Los 16 ocupantes murieron.
- El 10 de junio de 2012, un L-410 se estrelló contra la pista de aterrizaje de Borodyanka, ubicada a 50 km al noroeste de Kiev, Ucrania. Cinco personas murieron y trece resultaron heridas cuando la aeronave intentó realizar un aterrizaje de emergencia en una tormenta. La aeronave transportaba a 16 paracaidistas y dos tripulantes.
- El 22 de agosto de 2012, un Let L-410UVP-E9, con 11 pasajeros y 2 tripulantes, se estrelló en una pista de aterrizaje en la reserva de caza Masái Mara, Kenia. Con el accidente de Let L-410UVP en Kenia fallecieron los dos pilotos y dos pasajeros, nueve pasajeros a bordo de la aeronave sufrieron heridas de diversa índole.
- El 16 de agosto de 2017, un L410UVP E-20 adquirido dos años antes para la Fuerza Aérea de Honduras, se precipitó al suelo muriendo uno de los pilotos.[24]
- El 3 de marzo de 2021, un L-410UVP de South Sudan Supreme Airlines con 8 pasajeros y 2 tripulantes se estrelló poco después del despegue de la pista de aterrizaje de Pieri (Sudán del Sur). No hubo supervivientes.
- El 16 de junio de 2021, un Let L-410 Turbolet de la aerolínea Kin Avia se estrelló pocos minutos después del despegue. La aeronave con matrícula 9S-GRJ realizaba el vuelo de Bukavu a Shabunda en la República Democrática del Congo. A bordo se encontraban dos pilotos y un pasajero los cuales lamentablemente fallecieron como consecuencia del impacto.[25]
- El 10 de octubre de 2021, un Let L-410 Turbolet se estrelló en el centro de Rusia, matando a 16 de las 22 personas a bordo. El avión pertenecía a la DOSAAF de Rusia, donde transportaba a 20 paracaidistas.[26]

### Desarrollos relacionados
- Let L-610

### Aeronaves similares
- Dornier Do 228
- Embraer EMB 110 Bandeirante
- De Havilland Canada DHC-6 Twin Otter
- Fairchild Swearingen Metroliner
- Harbin Y-12
- CASA C-212 Aviocar
- Beechcraft 1900
- Nord 262
- IAI Arava
- PZL M28
- Handley Page Jetstream
- Short SC.7 Skyvan
- Britten-Norman Trislander
- Antonov An-28

### Listas relacionadas
- Anexo:Aviones de línea regionales